# 安妮·博尔金克
安妮·博尔金克（荷蘭語：Annie Borckink，1951年10月17日—），荷兰女子速度滑冰运动员。她曾代表荷兰获得1980年冬季奥运会速度滑冰比赛女子1500米金牌。她也参加了1976年冬季奥运会。